# Erik Mauritz Lewenhaupt
Erik Mauritz Lewenhaupt (greve till Falkenstein, friherre till Reipoltzkirchen, herre till Bretzenheim), född 1679, död 1 november 1704, var en svensk greve och militär.
Erik Mauritz Lewenhaupt var son till Gustaf Mauritz Lewenhaupt och Görvel Sparre. Han fick 1696 kungligt tillstånd att resa utomlands och blev fänrik vid Sparres svenska regemente i Nederländerna. Han blev därefter löjtnant i fransk tjänst, kornett vid bremiska kavalleriregementet 1697 och livdrabant 1700. Lewenhaupt blev 1703 överstelöjtnant och var tillförordnad chef för Magnus Stenbocks dragonregemente 1703–1704. Han sårades vid Fraustadt 31 oktober 1704 och stupade i slaget vid Tillendorf. Hans bror Carl (1676–1711) ersatte honom som överstelöjtnant i Stenbocks dragonregemente.